# Salon (Saône)
Der Salon ist ein Fluss in Frankreich, der in den Regionen Grand Est und Bourgogne-Franche-Comté verläuft. Er entspringt am Plateau von Langres im Gemeindegebiet von Culmont, entwässert generell in südöstlicher Richtung und mündet nach rund 72 Kilometern im Gemeindegebiet von Autet als rechter Nebenfluss in die Saône.
Auf seinem Weg durchquert der Salon die Départements Haute-Marne und Haute-Saône.

## Orte am Fluss
- Culmont
- Chalindrey
- Torcenay
- Grenant
- Coublanc
- Champlitte
- Dampierre-sur-Salon
- Autet